# Línguas ibéricas
Línguas ibéricas são aquelas que surgiram na Península Ibérica. Além do português e o castelhano - idioma mais falado na Espanha e utilizado na sua capital, Madri -, ainda existem outros usados na região, como o basco falado no País Basco (o único que não possui origem românica), o catalão originário da Catalunha e proximidades, o galego da Galiza, dentre outros minoritários como o mirandês em Portugal que é próximo da leonês da região de Leão.

## Línguas históricas

### Línguas Pré-Romanas

Línguas pré-romanas da Ibéria ca.

As línguas abaixo listadas eram faladas no Península Ibérica antes da ocupação romana e da  romanização.
- Língua aquitânia (provavelmente relacionada com o  Proto-Basco)
- Proto-basco
- Ibérico
- Tartessiano
- Línguas indo-europeias
  - Línguas celtas continentais
    - Língua celtibérica
    - Língua galaica

  - Língua lusitana (origem disputada: itálica, celta, sendo considerada Indo-Europeia de acordo com o consenso dos estudiosos)
  - Sorotáptica
  - Línguas helênicas
    - Língua grega antiga
- Línguas afro-asiáticas
  - Línguas semíticas
    - Língua fenícia
      - Língua púnica

### Línguas medievais
Depois da queda do império romano foram faladas várias línguas na Península Ibérica listadas abaixo:
- Língua basca
- Línguas indo-europeias
  - Línguas germânicas
    - Buro
    - Gótico
    - Vândalo

  - Línguas itálicas
    - Latim
      - Asturo-leonês
      - Língua galego-portuguesa (Português arcaico)
      - Provençal Antigo (Occitano Antigo)
      - Espanhol medieval
      - Língua moçárabe
      - Navarro-aragonês

  - Línguas indo-iranianas
    - Línguas citas
      - Alanos

    - Romani
- Línguas afro-asiáticas
  - Línguas berberes
  - Línguas semíticas

## Línguas modernas

Línguas da península ibérica (simplificado).

- Língua castelhana
- Língua basca
- Língua catalã
- Língua galega
- Língua portuguesa
- Língua mirandesa
- Língua leonesa
- Língua aragonesa
- Língua asturiana

## Expansão
As línguas portuguesa e espanhola expandiram-se por meio dos descobrimentos e posteriores colonizações executados por Portugal e Espanha a partir do século XV. Os portugueses levaram seu idioma para a América do Sul, África e Ásia, sendo essa expansão iniciada a partir de 1415.
Os espanhóis levaram o idioma castelhano principalmente para as Américas, sendo hoje a língua com o maior número de falantes do continente. É relevante notar que somente o castelhano (dentre os idiomas da Espanha), falado originalmente na região de Castela e na capital, Madri, foi disseminado a fim de aculturação e colonização para a América Espanhola; isso é justificado, pois uma vez que os então reinos de Castela e Leão (reunificados com outros) exerceram domínio político sobre os demais, esse idioma tornou-se o mais prestigiado, de cunho "oficial" e amplamente usado pelos colonizadores e "conquistadores" espanhóis.
Hoje, também há comunidades significativas que usam o castelhano em regiões dos Estados Unidos, principalmente no seu sudoeste, e em regiões limítrofes do Brasil.